# Colostygia phaiosata
Colostygia phaiosata là một loài bướm đêm trong họ Geometridae.